# Louis Gericke van Herwijnen

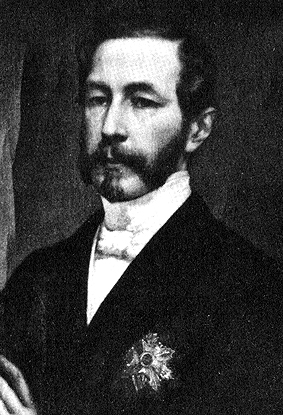
Louis Gericke van Herwijnen

Josef Ludwig (Louis) Heinrich Alfred Baron Gericke van Herwijnen, meist Louis Gericke van Herwijnen genannt (* 18. Februar 1814 in Dillenburg; † 10. Mai 1899 in Brüssel) war ein niederländischer promovierter Jurist, Legationsrat und Diplomat. Vom 4. Januar 1871 bis 6. Juli 1872 war er Außenminister im Kabinett Thorbecke III.

## Leben
Van Herwijnen entstammte einer Limburger katholischen Familie, als deren drittes Kind er zur Welt kam. Sein Vater, J.E.P.E. Gericke van Herwijnen, war Gouverneur von Limburg, die Mutter Johanna Lauten hatte deutsche Wurzeln und stammte aus Werden in Westfalen. Der deutsche Großvater war preußischer Kammer-Rechenmeister und Geheimer Staatssekretär. Van Herwijnen erhielt am 20. Dezember 1815 die niederländische Staatsbürgerschaft.
Er wuchs in Brüssel und Den Haag auf, wo er Grundschule und Lateinschule besuchte, um von 1831 bis 1834 an der Universität Leiden römisches und geltendes Recht zu studieren. 1834 promovierte er mit Interventionis ante rerum conversionem in Gallia usurpato bei Johan Rudolf Thorbecke, der ihn mehrfach als Minister vorschlug.
Seine Berufstätigkeit begann er 1835 auf Vermittlung seines Vaters an der Limburger Steuerbehörde in Den Haag. Von 1836 bis 1839 war er im Außenministerium in einer diplomatischen Anfangsstellung tätig, von 1839 bis 1851 war er als niederländischer Gesandtschaftssekretär nach Paris und von 1851 bis 1871 als niederländischer Gesandter nach Brüssel und London entsandt.
Am 5. Mai 1847 heiratete er die belgische Adelige Elisabeth de Peutevin, mit der er einen Sohn und eine Tochter hatte.
Vom 4. Januar 1871 bis 6. Juli 1872 war er Außenminister im Kabinett Thorbecke III. Anschließend führte er seine diplomatische Tätigkeit bis 1895 in Brüssel fort.
Sein Vorgänger im Amt des Außenministers war Joannes Josephus van Mulken und sein Nachfolger Pieter Joseph August Marie van der Does de Willebois.
1895 wurde ihm der Ehrentitel eines Staatsministers verliehen.